# Когония, Этери Константиновна
Этери Константиновна Когония (абх. Еҭери Коӷониаԥҳа; 1932, СССР — 1 апреля 1993, Сухум, Грузия) — советская абхазская драматическая и комедийная актриса, Заслуженная артистка Абхазской АССР, Народная артистка Абхазской АССР, народная артистка Грузинской ССР (1982).

## Биография
Окончила Тбилисский театральный институт и позднее филологический факультет Тбилисского государственного университета. Будучи студенткой театрального института была приглашена в Грибоедовский русский театр на постановку спектакля М. Мревлишвили «Чувственный мечтатель», где сыграла роль жены А. С. Грибоедова — Нино Чавчавадзе.
Переводила пьесы с русского на абхазский язык, которые впоследствии вошли в репертуар Абхазского государственного драматического театра им. С.Чанба. Одновременно являлась режиссером-постановщиком ряда пьес, одна из значимых — «Дочь Солнца» по произведению абхазской писательницы Н. Тарба.
Погибла во дворе своего дома 1 апреля 1993 года во время обстрела города Сухуми. Похоронена в Сухумском пантеоне писателей и общественных деятелей.

## Театральная деятельность
- Дамошна — "Золотая тропинка М. Чамагуа (реж. Х. Джопуа)
- Ева — «Современная трагедия» Р. Эбралидзе (реж. Н. Эшба)
- Лида Матисова — «Такая любовь» П. Когоута (реж. Н. Эшба)
- Антигона — «Антигона» Ж. Ануя (реж. Д. Кортаа)
- Невеста — «Кровавая свадьба» Г. Лорка (реж. Х. Джопуа)
- Ашура — «Горянка» Р. Гамзатова (реж. Д. Кортаа)
- Амза — «Абраскил» А. Лагвилава (реж. Г. Суликашвили)
- Николь — «Чудак» Н. Хикмета (реж. Н. Чиковани)
- Княгиня — «Горе от ума» А. Грибоедова (реж. В. Кове)
- Чжоу ¬- прислуга в доме — «Тайфун» Цао Юй (реж. А. Агрба)
- «Тень» Е. Шварца (реж. Н. Чиковани)
- Жена министра — «Пока арба не перевернется» О. Иоселиани (реж. Д. Кортаа)
- Мария — «Эмигрант из Брисбена» Ж. Шехаде (реж. В. Кове)
- Мари — «Мари-Октябрь» Ж. Робера (реж. В. Кове)
- Лариса Гришко — «Бессмертные» Ш. Пачалиа (реж. А. Агрба)

## Фильмография
- Мать Омара в фильме «Белый башлык» по произведению Баграта Шинкуба (реж. Владимир Савельев)
- «Созвездие козлотура» по произведениям Фазиля Искандера (реж. Мартирос Фаносян)
- «Чегемский детектив» по произведениям Фазиля Искандера (реж. Александр Светлов).

## Семья
- Муж — Иван Константинович Тарба (1921—1994) — абхазский советский писатель.